# Gesellschaft für Historische Waffen- und Kostümkunde
Die Gesellschaft für Historische Waffen- und Kostümkunde e.V. (GHWK) ist ein Verein zur Erforschung der Waffen- und Kleidungsgeschichte.

## Vereinszweck
Die Gesellschaft für Historische Waffen- und Kostümkunde e.V. versteht sich als Zusammenschluss von wissenschaftlichen Waffen- und Kostümkundlern, Sammlern, Restauratoren, Museen, Universitäten, Händlern und am Thema interessierten Laien. Gegenstand der Forschung ist die Waffengeschichte von der Antike bis zur Mitte des 19. Jahrhunderts sowie die Kostümgeschichte von ihren Anfängen bis in die Gegenwart. Somit zählen moderne Waffen nicht zu den Themen des Vereins.
Zur Vereinsarbeit zählt neben der Zeitschrift Waffen- und Kostümkunde eine alle zwei Jahre stattfindende Tagung an wechselnden europäischen Orten. Zudem werden Exkursionen und Ausstellungsbesuche angeboten. Der Verein pflegt einen internationalen fachlichen Austausch.

## Geschichte
1895 trafen sich die späteren Vereinsgründer in Dresden zu einer ersten Sitzung. Der Verein wurde am 5. Juli 1896 in Wien als Verein für historische Waffenkunde gegründet. Mitbegründer war der spätere Ehrenvorsitzende Wendelin Boeheim, welcher 1897 die Vereinszeitschrift Zeitschrift für historische Waffenkunde initiierte. Zu den Mitgliedern des Vereins zählten bereits in seiner Gründungszeit verschiedene bekannte Forscher, darunter Bernhard Rathgen, Robert Forrer, Moritz Thierbach, sowie der Heraldiker und Offizier Hans Alfred von Kretschmar. 1900 übernahm Karl Koetschau Boeheims Amt, auf ihn folgte 1907 Erich Haenel.
Das Ende des Ersten Weltkrieges brachte für den Verein zahlreiche Widrigkeiten mit sich, Vereinsarbeit und Zeitschrift konnten zeitweise nur durch Spenden aus dem Ausland und die Unterstützung der Notgemeinschaft der deutschen Wissenschaft aufrechterhalten werden. 1921 erweiterte sich das Themengebiet auf Anregung des bis Herbst 1937 als Kustos am Zeughaus Berlin wirkenden Kunsthistorikers Paul Post (1882–1956) um den Bereich der Kostümkunde, weshalb auch die Zeitschrift in Zeitschrift für historische Waffen- und Kostümkunde umbenannt wurde. Bis 1944 konnte Post die Herausgabe der Zeitschrift aufrechterhalten. Mit dem Ende des Zweiten Weltkrieges wurde die Zeitschrift eingestellt, der Verein, der zuletzt mehrere Jahre unter dem Vorsitz von Hermann Lorey geführt wurde, löste sich 1949 auf. 
Seit 1951 traf sich auf Anregung von Eva Nienholdt (1899–1982) eine Gruppe von Wissenschaftlern in der Kunstbibliothek Berlin. 1951 erfolgte die Neugründung als Gesellschaft für historische Kostüm- und Waffenkunde (später Gesellschaft für Historische Waffen- und Kostümkunde e.V.). 1956 umfasste der Verein 53 Mitglieder, davon 21 in Berlin. Die Waffenkundler waren auf den Berliner Treffen mit drei Forschern (darunter Alexander von Reitzenstein) unterrepräsentiert, bis die Studenten und späteren Kuratoren Heinrich Müller und Helmut Nickel in die Vereinsaktivitäteneintraten. Von 1955 bis 1959 erschienen die Mitteilungen der Gesellschaft für Historische Kostüm- und Waffenkunde zu Berlin. Seit 1959 gibt der Verein zweimal jährlich die Zeitschrift Waffen- und Kostümkunde heraus. Den ersten Vorsitz hat derzeit Alfred Geibig inne.